# FC Lucerna
El FC Lucerna (en alemán y oficialmente Fussballclub Luzern) es un club suizo de fútbol con sede en Lucerna, Suiza. Actualmente se desempeña en la Superliga de Suiza, máxima categoría del fútbol suizo.
Los colores del club son el azul y el blanco, derivados de los escudos de armas de la ciudad de Lucerna y el cantón de Lucerna. El club juega sus partidos en casa en Swisspor Arena, que fue construido recientemente en 2011 en el lugar del antiguo Stadion Allmend.

## Historia
El FC Luzern nació el 12 de agosto de 1901 en la ciudad de Lucerna. Después de dos años, el FCL se inscribió en la Asociación Suiza de Fútbol, y comenzó el primer campeonato de la temporada en la entonces Serie C. Los siguientes años desempeñó el FC Lucerna en diferentes ligas, que también cambió de nombre en varias ocasiones. Después de la introducción 1944 de la nueva estructura con NLA y NLB (que hasta 2003 hubo), el FCL estuvo unos años en la máxima categoría, en la NLB dividido. En los años siguientes, hasta 1953 obtuvo de nuevo por vez primera la máxima categoría y ascendió. Como resultado de ello, la mayoría de los que desempeñan en el FCL en el NLA con viajes cortos en la NLB. Desde 2003 estuvo en la NLB hasta el 2006 que estuvo tres temporadas en la segunda, logró de nuevo el ascenso a la Super Liga.

## Estadio

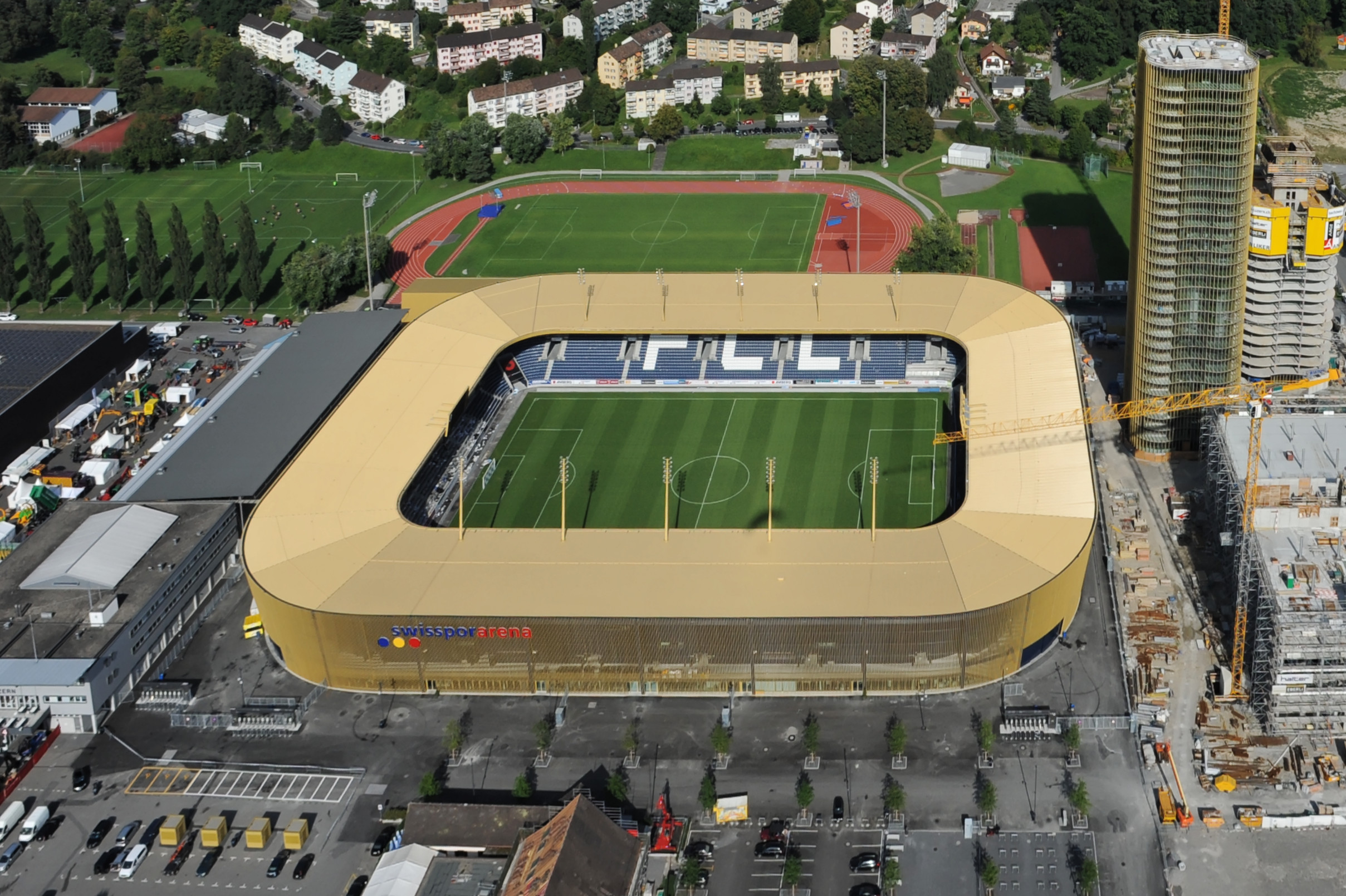

Entre 1934 y 2009, el club jugó sus partidos como local en el Stadion Allmend, que tenía una capacidad teórica de 25.000. Sin embargo, por razones de seguridad, la Asociación Suiza de Fútbol no permitió que asistieran más de 13.000 personas en el último año de su existencia en 2009. Hasta que se completó un nuevo estadio en 2011, Luzern jugó temporalmente sus partidos en casa en el Gersag Stadion en Emmenbrücke.
En agosto de 2011, el club se mudó al Swisspor Arena, ubicado en la antigua ubicación del antiguo estadio. Tiene una capacidad de 17.500 aficionados. El partido inaugural terminó con un empate 0-0 contra el FC Thun.

## Palmarés
- Super Liga Suiza: 1

1988/89
- Copa Suiza: 3

1960, 1992, 2021

## Jugadores

### Altas y bajas 2023-24 (verano)
Altas 
| Jugador | Nacionalidad | Posición | Procedencia  | Tipo | Precio |
| ------- | ------------ | -------- | ------------ | ---- | ------ |
|         | Bandera de ? |          | Bandera de ? |      |        |

Bajas 
| Jugador            | Nacionalidad                | Posición      | Destino              | Tipo            | Precio    |
| ------------------ | --------------------------- | ------------- | -------------------- | --------------- | --------- |
| Marius Müller      | Bandera de Alemania         | Portero       | FC Schalke 04        | Traspaso        | 350.000 € |
| Mohamed Dräger     | Bandera de Túnez            | Defensa       | Nottingham Forest FC | Fin de préstamo | --        |
| Rúben Dantas       | Bandera de Suiza            | Defensa       | FC Wil               | Préstamo        | --        |
| Mamady Diambou     | Bandera de Mali             | Mediocampista | Red Bull Salzburgo   | Fin de préstamo | --        |
| Lorik Emini        | Bandera de Kosovo           | Mediocampista | FC Vaduz             | Traspaso        | Libre     |
| Pascal Schürpf     | Bandera de Suiza            | Mediocampista | Grasshopper          | Traspaso        | Libre     |
| Jordy Wehrmann     | Bandera de los Países Bajos | Mediocampista | Bandera de ?         | Fin de contrato | --        |
| Benjamin Kimpioka  | Bandera de Suecia           | Delantero     | AIK Estocolmo        | Fin de préstamo | --        |
| Nando Toggenburger | Bandera de Suiza            | Delantero     | FC Thun              | Préstamo        | --        |
| Dejan Sorgić       | Bandera de Serbia           | Delantero     | FC Sion              | Traspaso        | Libre     |

## Entrenadores desde 1921
- Dionys Schönecker (1921–24)
- Franz Konya (julio de 1927–diciembre de 1929)
- Otto Hamacek (febrero de 1929–junio de 1929)
- Albert Halter &  Albert Mühleisen (1929)
- Dragan Nemes (1930–septiembre de 1931)
- Horace Williams (octubre de 1931–1933)
- Josef Gerspach (1933–1934)
- Carlos Heinlein (1934–noviembre de 1935)
- Adolf Vögeli (noviembre de 1935–37)
- Josef Uridil (1937–38)
- Robert Lang (1938)
- Erwin Moser (1938–39)
- Wilhelm Szigmond (1939)
- Josef Winkler (mayo de 1942–45)
- Gerhard Walter (febrero de 1945–mayo de 1946)
- Werner Schaer (1946–49)
- Fritz Hack (1949–51)
- Hermann Stennull (1951–55)
- Rudi Gutendorf (1955–agosto 61)
- Josef Brun &  Josef Weber (septiembre de 1961–1962)
- Franz Linken (abril 1962–1964)
- Ernst Wechselberger (1964–1969)
- Juan Schwanner (1970–octubre de 1970)
- Werner Schley &  Josef Brun (octubre 1970–1971)
- Robert Meyer (1971–septiembre de 1971)
- Egon Midler & Josef Vogel (septiembre de 1971–octubre de 1971)
- Josef Brun (octubre de 1971–noviembre de 1971)
- Albert Sing (noviembre de 1971–74)
- Ilijas Pašić (1974–abril de 1975)
- Paul Wolfisberg & Josef Vogel (abril de 1975–1975)
- Otto Luttrop (1975–1976)
- René Hüssy (1976)
- Albert Sing (enero de 1976–mayo de 1978)
- Paul Wolfisberg & Josef Vogel (julio de 1978–junio de 1982)
- Milan Nikolić (1982–1983)
- Bruno Rahmen (1983–85)
- Friedel Rausch (1985–junio de 1992)
- Bertalan Bicskei (julio de 1992–diciembre de 1993)
- Timo Konietzka (diciembre de 1993–junio de 1994)
- Jean-Paul Brigger (1994–febrero de 1997)
- Kurt Müller (marzo de 1997–octubre de 1997)
- Martin Müller (noviembre de 1997–septiembre de 1998)
- Egon Coordes (septiembre de 1998–noviembre de 1998)
- André Meyer (noviembre de 1998–diciembre de 1998)
- Andy Egli (enero de 1999–junio de 2001)
- Ryszard Komornicki (julio de 2001–agosto de 2001)
- Raimondo Ponte (agosto de 2001–junio de 2002)
- Bidu Zaugg (junio de 2002–junio de 2003)
- Urs Schönenberger (julio de 2003–octubre de 2003)
- René van Eck (2003–junio de 2006)
- Friedel Rausch (2004–2006)
- Ciriaco Sforza (julio de 2006–julio de 2008)
- Jean-Daniel Gross (interino) (2008)
- Roberto Morinini (agosto de 2008–octubre de 2008)
- Rolf Fringer (octubre de 2008–mayo de 2011)
- Christian Brand (interino) (mayo de 2011–junio de 2011)
- Murat Yakin (julio de 2011–agosto de 2012)
- Ryszard Komornicki (agosto de 2012–abril de 2013)
- Gerardo Seoane (interino) (abril de 2013)[2]
- Carlos Bernegger (abril de 2013–octubre de 2014)
- Markus Babbel (octubre de 2015-enero de 2018)
- Gerardo Seoane (interino) (enero de 2018-junio de 2018)[2]
- René Weiler (junio de 2018-febrero de 2019)
- Thomas Häberli (febrero de 2019-2020)
- Fabio Celestini (enero de 2020-noviembre de 2021)
- Sandro Chieffo (noviembre de 2021-diciembre de 2021)
- Mario Frick (diciembre de 2021-)

## Participación en competiciones de la UEFA
| Competicion UEFA | Competicion UEFA              | Competicion UEFA | Competicion UEFA      | Competicion UEFA | Competicion UEFA | Competicion UEFA |
| Temporada        | Torneo                        | Ronda            | Club                  | Ida              | Vuelta           | Global           |
| ---------------- | ----------------------------- | ---------------- | --------------------- | ---------------- | ---------------- | ---------------- |
| 1960–61          | European Cup Winners' Cup     | Cuartos de final | ACF Fiorentina        | 0:3              | 2:6              | 2:9              |
| 1986–87          | UEFA Cup                      | 1                | FC Spartak Moscow     | 0:0              | 0:1              | 0:1              |
| 1989–90          | European Cup                  | 1                | PSV                   | 0:3              | 0:2              | 0:5              |
| 1990–91          | UEFA Cup                      | 1                | MTK                   | 1:1              | 1:2              | 2:3              |
| 1990–91          | UEFA Cup                      | 2                | Admira Wacker Mödling | 0:1              | 1:1              | 1:2              |
| 1992–93          | European Cup Winners' Cup     | 1                | PFC Levski Sofia      | 1:2              | 1:0              | 2:2              |
| 1992–93          | European Cup Winners' Cup     | 2                | Feyenoord             | 1:0              | 1:4              | 2:4              |
| 1997–98          | European Cup Winners' Cup     | 1                | Slavia Praga          | 2:4              | 0:2              | 2:6              |
| 2010–11          | UEFA Europa League            | Clasificatoria 3 | FC Utrecht            | 0:1              | 1:3              | 1:4              |
| 2012–13          | UEFA Europa League            | Play-Off         | KRC Genk              | 2:1              | 0:2              | 2:3              |
| 2014–15          | UEFA Europa League            | Clasificatoria 2 | St. Johnstone         | 1:1              | 1:1 (aet)        | 2:2 (4:5 p.)     |
| 2016–17          | UEFA Europa League            | Clasificatoria 3 | Sassuolo              | 1:1              | 0:3 (aet)        | 1:4              |
| 2017-18          | UEFA Europa League            | Clasificatoria 2 | NK Osijek             | 0:2              | 2:1              | 2:3              |
| 2018-19          | UEFA Europa League            | Clasificatoria 3 | Olympiacos            | 1:3              | 0:4              | 1:7              |
| 2019-20          | UEFA Europa League            | Clasificatoria 2 | KÍ                    | 1:0              | 1:0              | 2:0              |
| 2019-20          | UEFA Europa League            | Clasificatoria 3 | Espanyol              | 0:3              | 0:3              | 0:6              |
| 2021-22          | UEFA Europa Conference League | Clasificatoria 3 | Feyenoord             | 0:3              | 0:3              | 0:6              |
| 2023-24          | UEFA Europa Conference League | Clasificatoria 2 | Djurgårdens IF        | 1:1              | 2:1              | 3:2              |
| 2023-24          | UEFA Europa Conference League | Clasificatoria 3 | Hibernian             | 2:2              | 1:3              | 3:5              |